# Vorwerk Vorsfelde

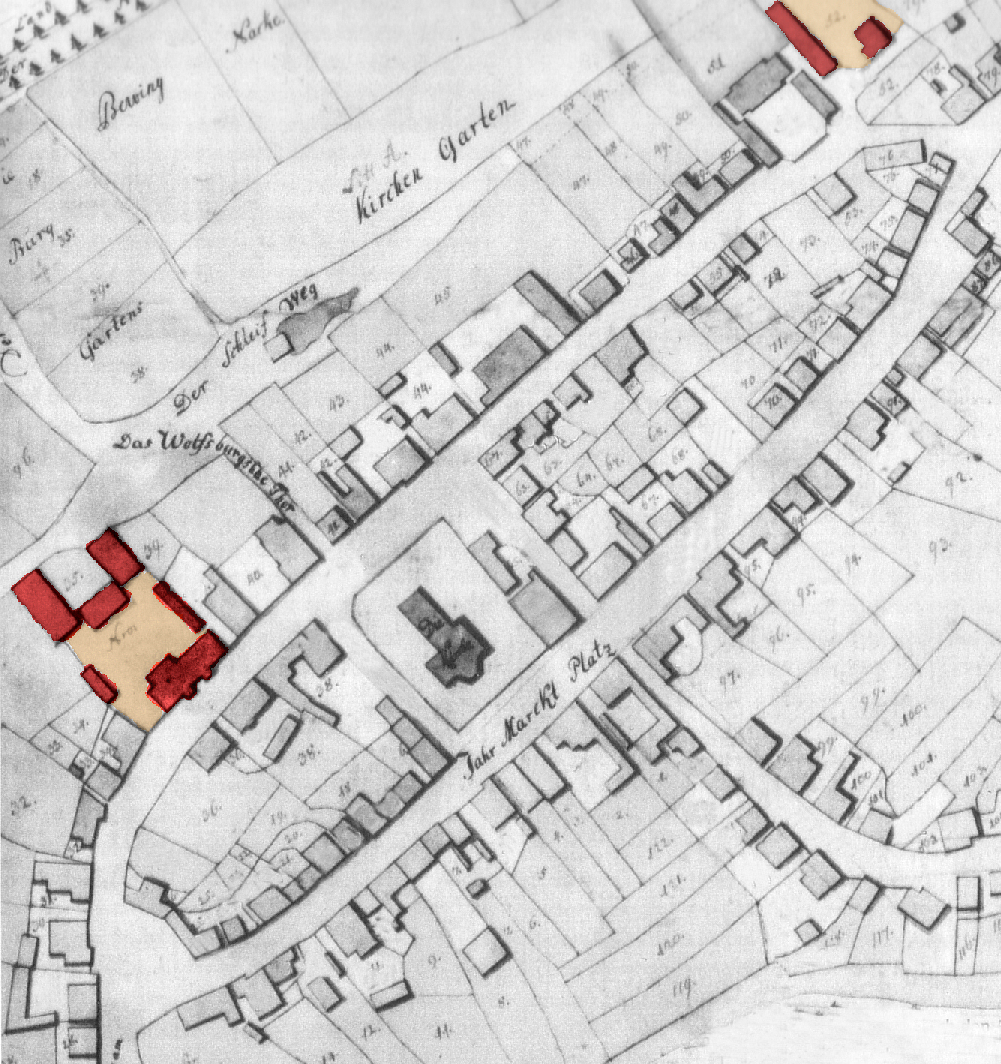
Grundstück des Vorwerks Vorsfelde in der Amtsstraße, oben rechts die Amtsschäferei, 1771

Das Vorwerk Vorsfelde war ein Vorwerk, das innerhalb des Wolfsburger Ortsteils Vorsfelde in Niedersachsen bestand. 

## Beschreibung
Das Vorwerk befand sich auf einem großen Grundstück in der Amtsstraße. Es war der größte landwirtschaftliche Betrieb im Ort. Er bestand laut dem ersten Vorsfelder Stadtplan von 1771 aus sechs Gebäuden mit Hof und Garten. Bei den Bauten handelte es sich um das mit der Traufe zur Straße stehende zweigeschossige Wohnhaus, das als Fachwerkhaus ausgeführt war. Es verfügte als öffentliches Gebäude über einen großräumigen Keller, während die Keller von Privatgebäuden wesentlich kleiner ausfielen. Das Haus war 33 × 11 Meter groß und besaß einen kleinen Anbau als Brauhaus. Die vier örtlichen Krüge waren laut einer amtlichen Beschreibung Vorsfeldes von 1761 verpflichtet, das vom Vorwerk gebraute Bier zu beziehen. Die weiteren Gebäude des Vorwerks waren zwei Scheunen von etwa 25 × 11 Meter, zwei Viehställe und das Kuhhirtenhaus. Der teilweise gepflasterte Hof war durch eine Mauer mit Toreinfahrt von der Straße abgetrennt. 
Zum Vorwerk gehörte eine Amtsschäferei mit einem eingeschossigen Schäferhaus und einem von 32 Meter langen Schafstall für 500 Schafe. Er war das längste Gebäude des Ortes. Die Schäferei lag an der Amtsstraße neben dem Amtshof Vorsfelde.

## Geschichte

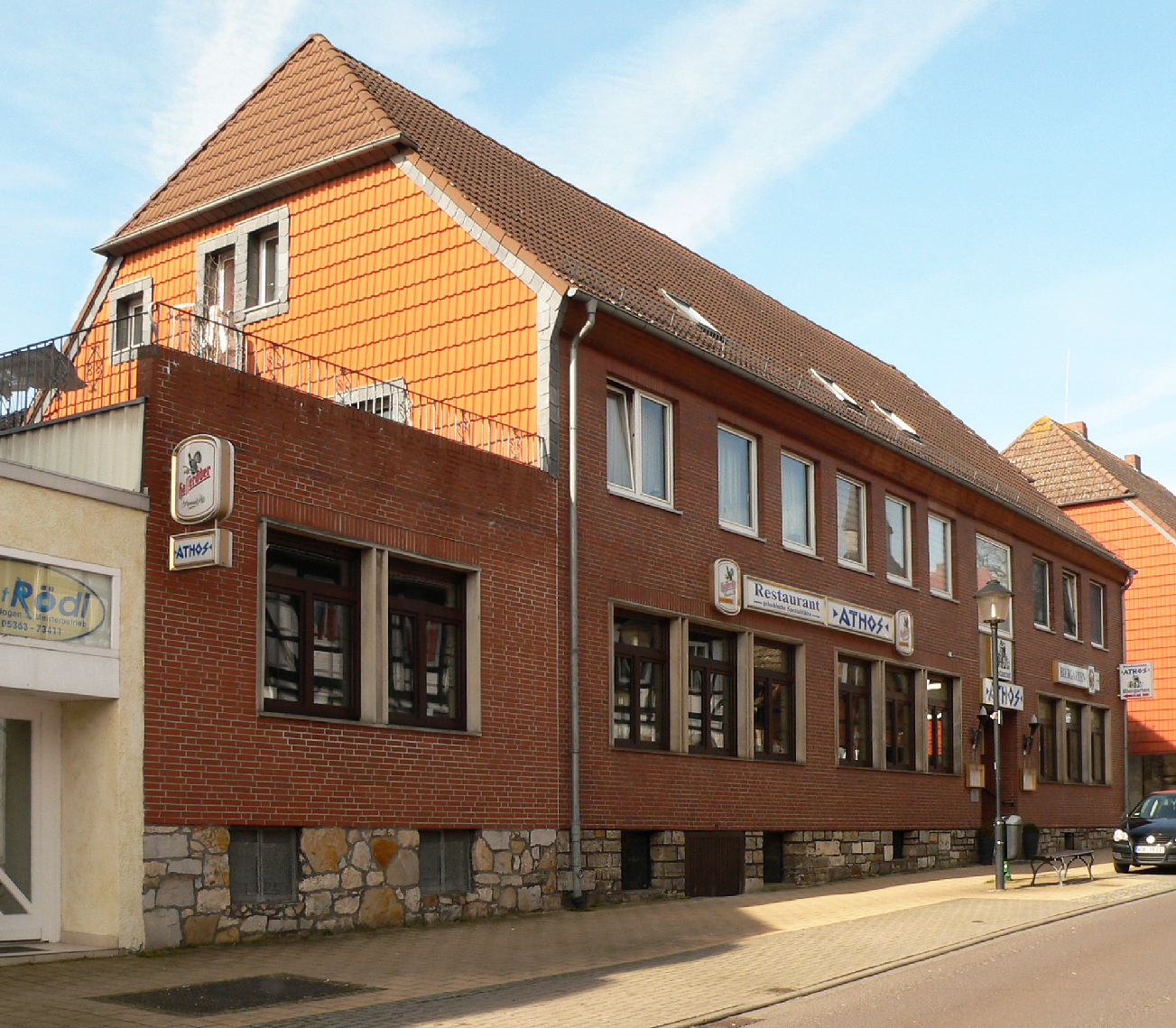
Früheres Hauptgebäude des Vorwerks

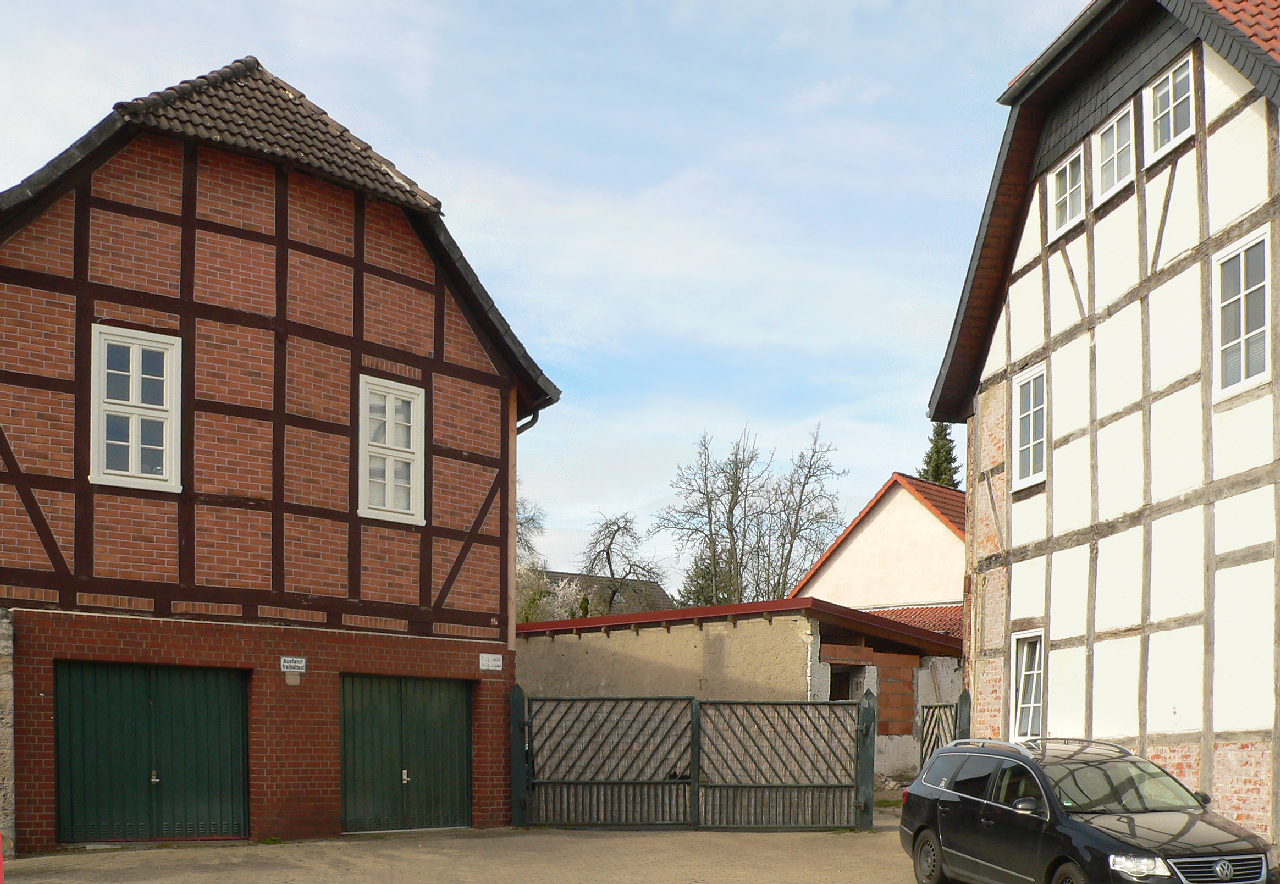
Bereich der früheren Schäferei des Vorwerks zwischen den Gebäuden

Das Vorwerk stand im Besitz derer von Bartensleben mit Sitz auf Schloss Wolfsburg. Sie hatten im 14. Jahrhundert den Flecken Vorsfelde und die Dörfer des Vorsfelder Werders vom Braunschweiger Herzog Friedrich I. zum Lehen erhalten. Bis Mitte des 18. Jahrhunderts mussten die Vorsfelder Bürger ihre Steuerpflicht als Zehnt beim Vorwerk entrichten. Es wird angenommen, dass das Vorwerk zumindest seit 1713 verpachtet war. Mit dem Tod von Schatzrat Gebhard Werner von Bartensleben 1742 erlosch sein Geschlecht und das bartenslebische Lehen fiel an den Herzog von Braunschweig und Wolfenbüttel heim. Von da an gehörte das Vorwerk zum 1742 gebildeten Amt Vorsfelde und wurde als Amtsvorwerk oder fürstliches Vorwerk bezeichnet. Zu diesem Zeitpunkt gehörten 36 Hektar Ackerland auf Vorsfelder Gebiet und 70 Hektar Ackerland auf dem Gebiet der Wüstung Vogelsang neben Wiesen und Weiden zum Vorwerk. Pächter war 1735 Gebhard Wilhelm Löbbecke. Danach folgten Amtmänner des Amtes Vorsfelde mit Amtmann Preuße von 1747 bis 1754, Amtmann Wiepking von 1754 bis 1760, Amtmann Brandes von 1760 bis 1772 und Amtmann Lambrecht von 1772 bis 1784. Die Pacht belief sich auf 270 Reichstaler für Ackerbau, Wiesennutzung, Viehzucht und Gartennutzung. Für die Amtsschäferei waren 36 Reichstaler zu zahlen und 158 Reichstaler für die dienstpflichtigen Bauern des Vorwerks. 1784 pachteten 27 Vorfelder Bürger das Vorwerk 100 Jahre auf Erbzins in jährlich Höhe von 850 Reichstalern. 
1846 wurde der Wert des Vorwerks mit fast 32.000 Reichstaler beziffert. Zu dieser Zeit kamen wegen des Landmangels unter Vorsfelder Landwirten Bestrebungen auf, das Vorwerk zu kaufen. Sie erwarben es 1858 vom Amt Vorsfelde für 30.000 Reichstaler. Die 1866 in Vorsfelde durchgeführte Separation. Sie beendete die bis dahin im Ort betriebene Dreifelderwirtschaft und führte auch zur Aufteilung der Ländereien des Vorwerks.